# Herzfrequenzmessgerät
Ein Herzfrequenzmessgerät misst die Anzahl der Herzschläge pro Zeitintervall, auch bezeichnet als die Herzfrequenz. Diese wird meist in der Einheit Schläge pro Minute angezeigt, die tatsächliche Zähldauer ist jedoch kürzer.
Herzfrequenzmessgeräte basieren jeweils auf einer von drei Messmethoden (Messgröße ist: Schall, elektrische Herzspannung oder Lichtabsorption) und werden an verschiedenen Körperteilen angelegt. Bekannte Formen sind Brustgurt, Oberarmmanschette, Armband, Fingerklemme und Ohrläppchenklemme.

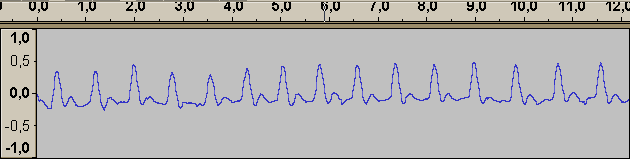
Arterienpulsmessung durch Registrierung der Lichtdurchlässigkeit des Zeigefingers

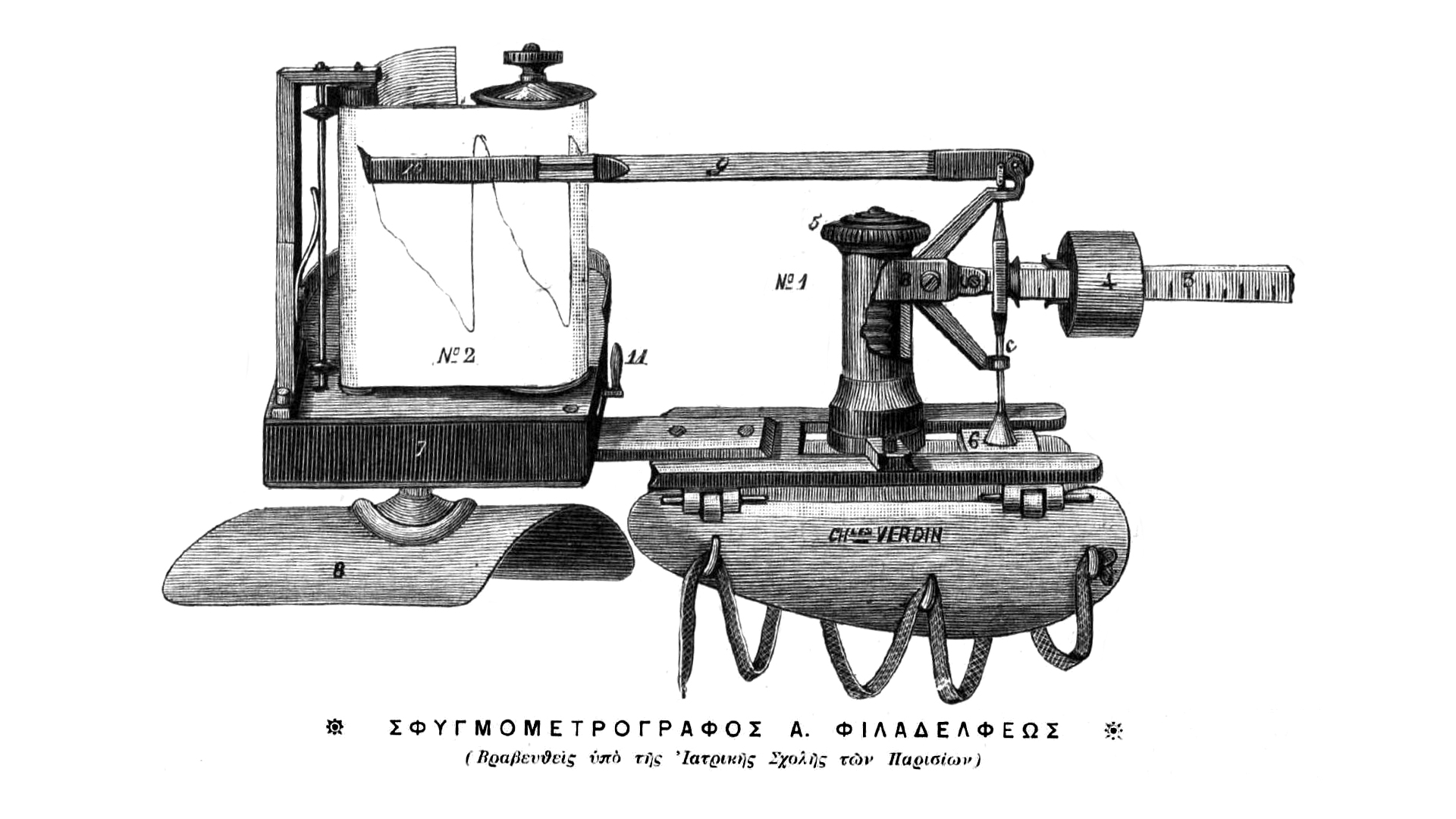
Pulsmessgerät von Anastasios Filadelfeus aus Patras. 2. Hälfte des 19. Jahrhunderts

## Geschichte
Im 18. Jahrhundert galt die Benutzung einer als Sekundenuhr konstruierten Pulsuhr als sichere Methode zur Beurteilung des Pulses, deren Gebrauch allerdings von manchen Medizinern, etwa Giovanni Alessandro Brambilla, noch verlacht wurde. Zuerst wurden moderne Herzfrequenzmessgeräte für den Einsatz bei Sportlern und Trainern konzipiert, um die Qualität und Effektivität des Trainings zu optimieren. Bald darauf untersuchten Wissenschaftler die Geräte und nutzten sie in ihren Arbeiten. Heute bietet die Bandbreite der Herzfrequenzmessgeräte einfach zu bedienende Produkte für jeden, der sich für Wellness, Fitness und Gesundheit interessiert. Es gibt aber auch High-Tech-Produkte, die die Wünsche und Bedürfnisse ambitionierter Freizeit- und Leistungssportler erfüllen und auf vielfältige Art und Weise bei wissenschaftlichen Untersuchungen zu Herzfrequenz und Herzfrequenz-Variabilität eingesetzt werden.

## Nutzen
Ziel eines herzfrequenzgesteuerten Trainings ist es, die Grenzen der individuell unterschiedlichen Belastungsbereiche (z. B. aerober Ausdauerbereich (Fettverbrennung), anaerober Ausdauerbereich, Entwicklungsbereich, wettkampfspezifische Ausdauer, Maximalbelastung) positiv zu beeinflussen, etwa die Leistung an der anaeroben Schwelle in höhere Bereiche zu verschieben. Die exakte Bestimmung der Leistungsgrenzen im Rahmen einer Leistungsdiagnostik erfordert jedoch neben der Herzfrequenzmessung auch die Bestimmung von Laktatspiegeln und/oder eine Analyse der Atemgase bei Belastung (Spiroergometrie).
In den letzten Jahren sind Herzfrequenzmessgeräte aufgrund des immer günstigeren Preises in Mode gekommen. Da die körperlichen Reaktionen auf Belastung bei jedem Menschen sehr unterschiedlich sind und eine Messung der Herzfrequenz nur eingeschränkte Rückschlüsse auf Energie- oder Fettverbrauch zulässt, ersetzen diese Messungen eine aufmerksame Beobachtung des eigenen Körpers nicht.
Gleichwohl sollte die Puls-Uhr von sportlich Untrainierten, besonders in fortgeschrittenem Alter, genutzt werden, da die Gefahr besteht, dass diese die Grenzen der vernünftigen Belastbarkeit ihres Körpers noch nicht kennen oder überschätzen. Auch erfahrene Sportler können sowohl bei kalten wie bei hohen Temperaturen dieser Fehleinschätzung unterliegen, da der Körper unter diesen Bedingungen eine wesentlich höhere Leistung erbringen muss.

## Funktionen
Neben der Anzeige der Herzfrequenz bieten unterschiedliche Modelle zusätzliche Funktionen. Beginnend mit dem Alarm beim Überschreiten einer Zielzone über die Kalorienberechnungsfunktion hin zum Höhen-, Temperatur- oder Schrittzähler sowie Belastungsmesser (Wattmesser) können alle möglichen Informationen für ein effektives Ausdauertraining abgerufen werden. Je nach Modell können die Herzfrequenz-Daten schon während des Trainings analysiert werden oder später anhand von entweder Durchschnittswerten oder der gesamten Herzfrequenzdatei (nach der Übertragung auf einen PC), um das Training optimal zu analysieren und zu steuern.

## Bauformen
Es gibt vier verschiedene Bauformen.

### Brustgurt

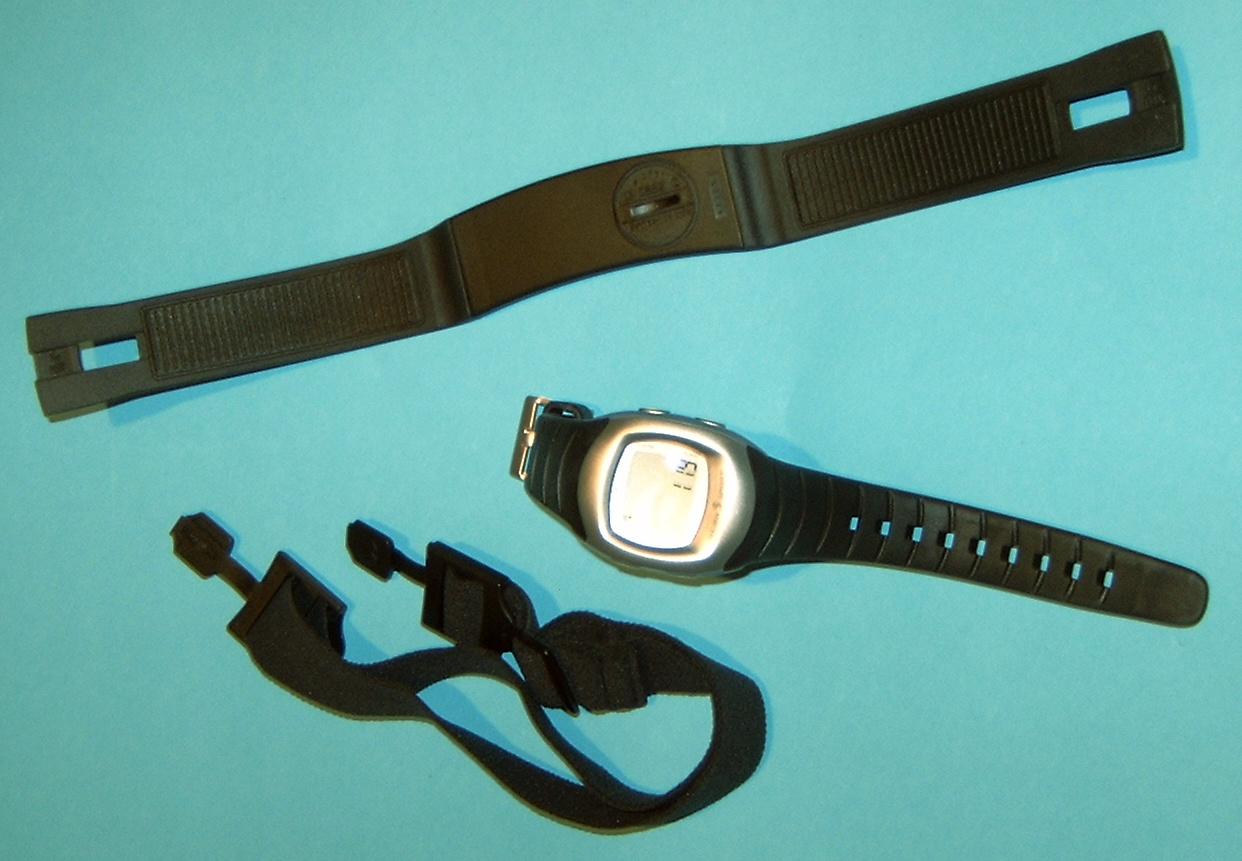
Brustgurt (oben) mit Kleinstrechner in Armbanduhrform (Mitte) und elastischem Haltegurt (unten)

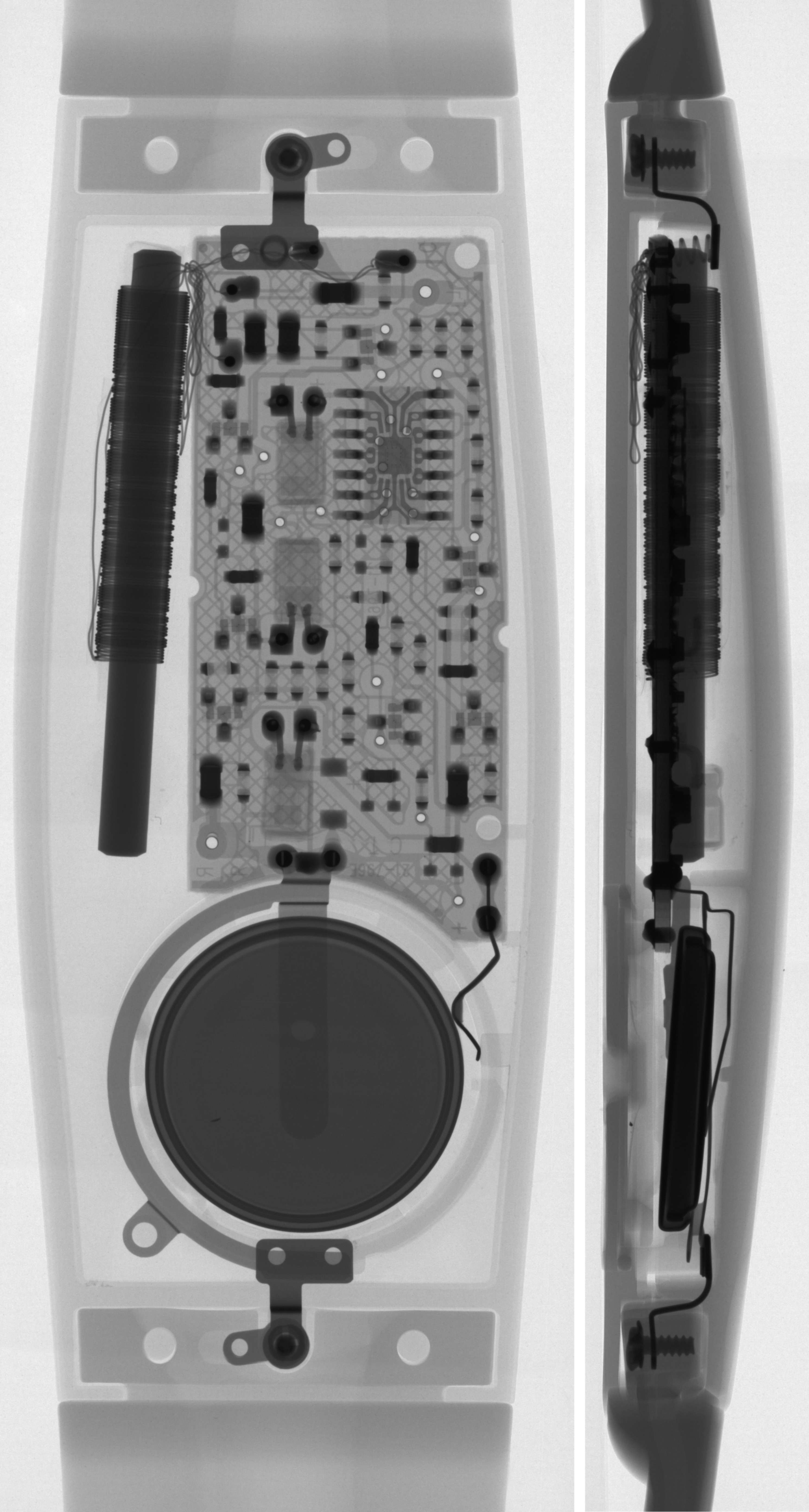
Röntgenaufnahme (links frontal, rechts seitlich) eines Brustgurts. Sichtbar sind die Hauptplatine mit 14-poligem IC, die Ferritstabantenne zur Datenübertragung, die runde Knopfzelle sowie jeweils oben und unten im Bild die Verbinder zu den angrenzenden Elektroden.

Der Brustgurt ist eine gängige Form des Herzfrequenzmessgeräts. Der Brustgurt wird unterhalb der Brust getragen und misst die Herzfrequenz über zwei integrierte Hautelektroden (im Bild „Brustgurt“ die geriffelten Bereiche des Brustgurtes). Genau genommen werden die R-Impulse (im Bild „Herzschlag“ die höchsten nach oben zeigenden Zacken) erfasst, die über die Haut abgegeben werden. Um den Hautwiderstand gering zu halten, ist ein Feuchtigkeitsfilm zwischen Haut und Elektroden erforderlich. Bei sportlichen Aktivitäten bildet sich dieser sehr rasch von selbst durch Ansammlung von Körperschweiß unter dem Brustgurt. Ansonsten müssen die Elektroden vor dem Anlegen des Brustgurtes befeuchtet (Elektrodengel, Wasser) werden. Die Stromversorgung erfolgt üblicherweise durch eine Lithium-Knopfzelle. Der aktuelle Wert der Herzfrequenz wird als VLF-Funksignal mit geringer Reichweite ausgesendet. Als Empfangs- und Auswerteeinheit dient in der Regel ein Kleinstrechner in Form einer Armbanduhr. Moderne höherwertige Fahrradcomputer sind ebenfalls in der Lage, das vom Brustgurt ausgesendete Signal zu empfangen und auszuwerten. Ausdauertrainingsgeräte (Laufband, Crosstrainer, Ergometer, Ruderergometer) mit elektronischer Anzeige verfügen oft über die Möglichkeit, die Signale der gängigen handelsüblichen Brustgurte anzuzeigen und auszuwerten. Der Brustgurt wird hauptsächlich bei Ausdauersportarten eingesetzt, um das Training zu optimieren und Überlastungen zu vermeiden.
Uncodierte analoge Sender und Empfänger unterschiedlicher Hersteller können zueinander kompatibel sein.
Das erste kabellose Herzfrequenzmessgerät (auch bekannt als Pulsuhr, Pulsmesser oder Brustgurt) wurde 1983 vorgestellt. Es handelte sich dabei um das tragbare PE 2000 Herzfrequenzmessgerät von Polar Electro, das aus einem Empfänger und einem Sender bestand. Der Sender konnte an der Brust angebracht werden, entweder durch Einmal-Elektroden oder einen elastischen Elektrodengurt. Der Empfänger war ein uhrenähnlicher Monitor, der am Handgelenk getragen wurde.

### Alternativen zum Brustgurt
Im Fitness-Bereich werden häufig stationäre Herzfrequenzmesser an den Sportgeräten selbst eingesetzt, die die Herzfrequenz über zwei Elektroden abnehmen, die für die Messung mit den Händen umfasst werden müssen. Andere Geräte messen die Herzfrequenz am Ohrläppchen. Für den leistungsorientierten Bereich sind beide Messmethoden jedoch nicht geeignet.

### Messung am Handgelenk per Licht
Die Herzfrequenz kann auch optisch am Handgelenk gemessen werden. Hierbei wird der Pulsmesser in Form eines Activity Trackers wie eine Armbanduhr am Handgelenk getragen. Das Gerät emittiert Licht, meist im grünen Wellenlängenbereich, in das Gewebe am Handgelenk und misst das reflektierte Licht. Da Blut Licht in diesem Wellenlängenbereich stark absorbiert, schwankt mit dem Pulsieren der Blutgefäße auch die gemessene Lichtintensität. Aus diesem Signal wird die Herzfrequenz bestimmt.
Das photoplethysmografische Verfahren wurde bereits in den 90er Jahren beschrieben und vielfach untersucht
2013 stellte das kanadische Unternehmen Physical Enterprises auf der ISPO ein Produkt mit dieser Technologie in Form einer Pulsuhr vor. Mittlerweile sind am Markt vergleichbare Produkte vieler Anbieter erhältlich, die sich noch stark in der Zuverlässigkeit der Pulsmessung bei Bewegung unterscheiden.

### Messung im Gehörgang
Inzwischen existieren Herzfrequenzmesser die optisch im äußeren Gehörgang messen.